# Letas
Letas – jezioro położone na wyspie Gaua, w prowincji Torba na Vanuatu. Jest to największy zbiornik wodny w kraju. W 2004 roku Letas zostało wpisane na listę informacyjną UNESCO.
Letas ma kształt litery U. Otacza aktywny wulkan Mount Gharat, którego wysokość wynosi 797 m n.p.m.
Zidentyfikowano tutaj 39 gatunków ptaków oraz 3 gatunki nietoperzy.

## Geografia

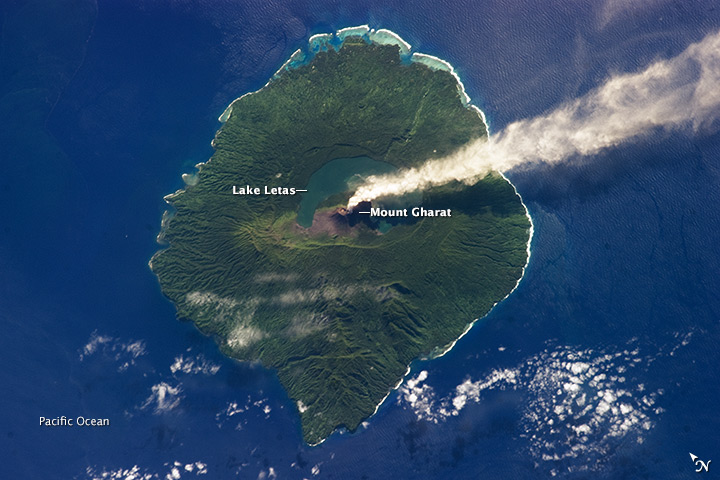
Zdjęcie wyspy Gaua wraz z zaznaczonym jeziorem Letas oraz wulkanem Mount Gharat

Powierzchnia jeziora wynosi 19 km². Maksymalna długość wynosi 6,3 km, a maksymalna szerokość 3,6 km. Średnia głębokość to 42 m, a maksymalna to 119 m.